# Alojzy Talamoni
Alojzy Talamoni, właśc. wł. Luigi Talamoni (ur. 3 października 1848 w Monzy, zm. 31 stycznia 1926) – włoski ksiądz, założyciel Zgromadzenia Sióstr św. Gerarda Miłosiernego, błogosławiony Kościoła rzymskokatolickiego.
Był drugim z sześciorga dzieci Giuseppe Talamoni. W 1865 roku został przeniesiony do seminarium duchownego w Mediolanie. W dniu 4 marca 1871 roku otrzymał święcenia kapłańskie.
25 marca 1891 roku założył zgromadzenie Sióstr św. Gerarda Miłosiernego (wł. Suore Misericordine di San Gerardo).
Zmarł mając 77 lat w opinii świętości.
Został beatyfikowany przez papieża Jana Pawła II w dniu 21 marca 2004 roku.